# Бельмира
Бельмира (исп. Belmira) — город и муниципалитет на севере Колумбии, на территории департамента Антьокия. Входит в состав субрегиона Северная Антьокия.

## История
Поселение, из которого позднее вырос город, было основано 26 февраля 1757 года. Муниципалитет Бельмира был выделен в отдельную административную единицу в 1814 году.

## Географическое положение

Муниципалитет Бельмира

Город расположен в центральной части департамента, в гористой местности Центральной Кордильеры, на расстоянии приблизительно 34 километров к северо-северо-западу (NNW) от Медельина, административного центра департамента. Абсолютная высота — 2694 метров над уровнем моря.

Муниципалитет Бельмира граничит на севере с муниципалитетом Сан-Хосе-де-ла-Монтанья, на западе — с муниципалитетами Либорина, Олая и Сопетран, на юго-западе — с муниципалитетом Сан-Херонимо, на юге — с муниципалитетом Сан-Педро-де-лос-Милагрос, на востоке — с муниципалитетами Санта-Роса-де-Осос и Энтрерриос. Площадь муниципалитета составляет 296 км².

## Население
По данным Национального административного департамента статистики Колумбии, совокупная численность населения города и муниципалитета в 2012 году составляла 6590 человек.
Динамика численности населения муниципалитета по годам:
| 2005 | 2006 | 2007 | 2008 | 2009 | 2010 | 2011 | 2012 |
| ---- | ---- | ---- | ---- | ---- | ---- | ---- | ---- |
| 6188 | 6251 | 6311 | 6366 | 6420 | 6479 | 6534 | 6590 |

Согласно данным переписи 2005 года мужчины составляли 51,9 % от населения Бельмиры, женщины — соответственно 48,1 %. В расовом отношении белые и метисы составляли 79,2 % от населения города; негры, мулаты и райсальцы — 20,8 %.
Уровень грамотности среди всего населения составлял 87 %.

## Экономика
Основу экономики Бельмиры составляют молочное скотоводство, выращивание картофеля и аквакультура.

47,1 % от общего числа городских и муниципальных предприятий составляют предприятия торговой сферы, 40,8 % — предприятия сферы обслуживания, 8,9 % — промышленные предприятия, 3,2 % — предприятия иных отраслей экономики.